# بویوک مانگیت (جیحان)
بویوک مانگیت (به ترکی استانبولی: Büyükmangıt) یک منطقهٔ مسکونی در ترکیه است که در جیحان واقع شده‌است.